# Ellobius fuscocapillus
Ellobius fuscocapillus es una especie de roedor de la familia Cricetidae.

## Distribución geográfica
Se encuentra en Afganistán, Irán, Pakistán  y Turkmenistán. 